# Tobias (Nebraska)
Tobias è un comune degli Stati Uniti d'America, situato nello Stato del Nebraska, nella contea di Saline.